# Coénos (général)
Pour les articles homonymes, voir Coénos.
Coénos (en grec ancien Koῖνος / Koinos), né vers 367 av. J.-C., mort en 326, est un officier d'Alexandre le Grand, notamment au titre de taxiarque de la phalange.

## Biographie

### Carrière sous Alexandre
Fils d'un dénommé Polémocrate originaire d'Élimée, région du sud de la Macédoine, il appartient à l'aristocratie foncière. Il semble être déjà un officier de haut rang quand Alexandre arrive au pouvoir en 336 av. J.-C. Durant la campagne d'Illyrie qui prend fin en 335, il commande en tant que taxiarque un bataillon (taxis) de la phalange originaire d'Élimée. En automne 334, après le siège d'Halicarnasse en Carie, Alexandre le charge de ramener en Macédoine pour l'hiver les soldats récemment mariés, lui-même s'étant marié avec la fille de Parménion. Durant ce congés, son épouse donne naissance à un fils prénommé Perdiccas. Au printemps 333, Coénos rejoint Alexandre à Gordion en Phrygie.
Durant les batailles du Granique, d'Issos et de Gaugamèles, il commande, en tant que taxiarque, le bataillon le plus à droite du dispositif de la phalange. Position qui montre la confiance dont il bénéficie, ainsi que sa fiabilité et son intelligence tactique, car c'est depuis la droite que dans la tradition gréco-macédonienne a lieu l'attaque principale. Il est durement blessé après avoir livré d’âpres combats à Gaugamèles. Précédemment lors du siège de Tyr en 332, il commande son bataillon à l'assaut de la ville, par bateau, en compagnie d'Alexandre et des hypaspistes.
En Sogdiane, durant l'hiver 328, il dirige un corps d'armée aux côtés d'Artabaze avec pour mission de mater la rébellion de Spitaménès, ce qui suggère, que bien qu'appartenant à la « vieille garde » des Macédoniens, il accepte de commander conjointement avec un Perse. Durant la campagne dans le Pendjab, il mène le siège de Bazira (actuelle ville de Barikot). À la bataille de l'Hydaspe, il commande les troupes chargées d'attaquer le flanc de l'armée de Poros. Coénos s'est également vu confier d'importantes missions logistiques : en Parthie durant la poursuite de Darius III en 330puis dans le Pendjab.

### Attitude durant la conspiration de Philotas
Après la conquête de la Drangiane en 330 av. J.-C., Coénos fait partie des accusateurs de Philotas, son beau-frère, coupable d'avoir conspiré contre Alexandre et exécuté pour ce fait, comme son beau-père, Parménion. Il tente même de lapider le prisonnier mais il est arrêté par Alexandre. Par la suite, il soutient avec Héphaistion et Cratère que Philotas doit être torturé. Les motivations de Coénos dans cette affaire ne sont pas évidentes. Déteste-t-il Philotas et Parménion, sa famille par alliance ? Cherche-t-il à se disculper d'appartenir à la conspiration en accusant Philotas. Coénos pourrait s'être souvenu comment Alexandre le Lynceste s'est disculpé en soutenant Alexandre alors que ses deux frères sont exécutés après l'assassinat de Philippe II. Quoi qu'il en soit, Coénos est resté au-dessus de tous soupçons et après l'exécution de ses beaux-parents sa carrière prend un nouvel essor.

### Mort de Coénos
En automne 326 av. J.-C., alors que l'armée macédonienne a atteint le fleuve Hyphase, Coénos est le premier qui a le courage, à travers un long discours, d'appeler le roi à renoncer à aller plus loin dans ses conquêtes. Il insiste sur le fait que les soldats sont exténués et qu'ils veulent profiter des richesses amassées.
Lors du périple de retour par la vallée de l'Indus, peut-être près de l'Hydaspe, il meurt de maladie. La thèse d'un empoisonnement commandité par Alexandre ne repose sur aucune preuve ou source tangibles. Il est honoré par des funérailles grandioses. Alexandre se lamente de sa mort, mais aurait dit que c'est simplement pour quelques jours que Coénos a proclamé son long discours.

## Sources antiques
- Arrien, Anabase [lire en ligne].
- Diodore de Sicile, Bibliothèque historique [détail des éditions] [lire en ligne], XVII.
- Plutarque, Vies parallèles [détail des éditions] [lire en ligne], Alexandre.
- Quinte-Curce, L'Histoire d'Alexandre le Grand [lire en ligne]